# Afonso de Castro

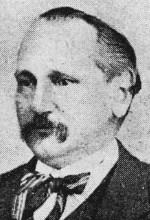
Afonso de Castro

Afonso de Castro (* 11. Januar 1824 in Lamego, Portugal; † 1885 in Leiria, Portugal) war ein portugiesischer Offizier, Journalist, Diplomat und Kolonialverwalter. Er war Mitglied der Geographischen Gesellschaft von Lissabon, der Gesellschaft der Wissenschaft und Künste von Batavia und des Instituts Vasco da Gama in Goa.

## Werdegang

### Laufbahn in Portugal
1842 absolvierte Castro die Militärschule und wurde Soldat der Infanterie. Danach ging er auf die Polytechnische Schule. 1845 wurde Castro Fähnrich und trat 1846 in Bragança seinen Dienst an. Im Oktober 1846 befand er sich in Porto, wo sich gegen die Regierung der Cartisten unter dem Herzog von Saldanha, eine Gegenregierung der Setembristen konstituierte. Castro schloss sich dem Aufstand an und wurde Adjutant im Kriegsministerium der Junta. Der Aufstand wurde durch ausländische Hilfe für Königin Maria II. niedergeschlagen. Ein spanisches Heer nahm Porto am 30. Juni 1847 ein. Castro diente in der Zeit als Unterhändler, der auch die Konvention von Gramido überbrachte, mit welcher der Aufstand beendet wurde.
Bis Anfang 1851 lebte Castro in Canaveses bei seinem Bruder Macario de Castro, dann zog er zu seinem Bruder Henrique de Castro, der in Coimbra an der Universität studierte. In diesem Jahr rebellierte die Armee unter dem Herzog von Saldanha, der nun auf Seiten der Setembristen stand. Castro wurde Mitglied im Jägerkorps, hatte aber aufgrund seines Mitwirkens bei der Junta von Porto gegen viele Widerstände innerhalb seiner Truppe zu kämpfen, so dass er sie noch vor dem Sieg der Rebellen in Lissabon verließ. Castro arbeitete nun als Journalist für verschiedene Zeitungen, wie bei der Esperança. Nach deren Einstellung gründete er zusammen mit Teixeira de Vasconcelos die O Arauto.

### Portugiesisch-Timor
1854 wurde Castro zum Abgeordneten für Portugiesisch-Timor gewählt und am 8. September 1858 zu dessen Gouverneur ernannt. Das Amt trat er aber erst am 29. April 1859 an, da er zuvor als Sekretär bei den diplomatischen Verhandlungen mit den Niederlanden zum Vertrag von Lissabon (1859) mitwirkte. In diesem Vertrag wurde die Grenzziehung zwischen den beiden Kolonialmächten auf den Kleinen Sundainseln festgelegt. 1860 ließ er das Krankenhaus von Lahane bauen.
Castro war bis April 1863 Gouverneur von Portugiesisch-Timor. In diese Zeit fiel die Rebellion von 1861, in der die timoresischen Reiche von Laclo und Ulmera unabhängig voneinander sich gegen die portugiesische Kolonialmacht erhoben. Zeitweise war sogar die Hauptstadt Dili bedroht, und Castro musste bei den benachbarten niederländischen Kolonien auf den Molukken um Unterstützung bitten.
Nachdem die timoresischen Rebellen besiegt waren, ließ Castro traditionelle timoresische Siegesfeiern in Dili abhalten, bei denen auch die abgeschlagenen Köpfe der Feinde präsentiert wurden. Castro schrieb später über die Rebellion: „Man muss Zwang anwenden, nicht um zu tyrannisieren, sondern um dem Gesetz zu gehorchen und ein träges Volk zur Arbeit zu zwingen.“
Um die Erträge aus der Kolonie zu erhöhen, ließ Castro eine Vielzahl von neuen Kaffeeplantagen errichten. Bereits 1860 teilte er als Erster die 47 timoresischen Kleinreiche der Kolonie auf zehn Militärkommandanturen (comandos militares) auf, die er jeweils einem Administrator (administrador) unterstellte, und gründete in jeder Kommandantur Militärposten, um die bisherige relative Unabhängigkeit der einheimischen Herrscher zu schwächen. 1863 wurde auch für die portugiesische Exklave in Westtimor mit ihren beiden Reichen Oecussi und Ambeno die Kommandantur Oecussi geschaffen. Auch die erste vollständige Handels- und Haushaltsbilanz Portugiesisch-Timors geht auf Castro zurück.

### Die Zeit nach Timor
Zurück in Lissabon arbeitete Castro im Marineministerium. 1865 heiratete Castro Dona Virgínia Cañete y Moral, die Tochter des spanischen Konsuls in Lissabon. Von August desselben Jahres bis zur Auflösung der Abgeordnetenkammer 1868 war Castro Abgeordneter von Moimenta da Beira. Als Zivilgouverneur wurde er im Mai 1870 nach Madeira geschickt, doch bereits acht Tage später wieder abgesetzt, da der Herzog von Saldanha putschte und in Lissabon ein neues Kabinett bildete. Castro ging freiwillig als Oberstleutnant in den Ruhestand und lebte mit seiner Familie in Lagos auf den Gütern seines Schwiegervaters. 1877 bis 1879 wurde Castro nochmals Zivilgouverneur von Madeira und von 1881 bis 1883 Zivilgouverneur vom Distrikt Angra do Heroísmo auf den Azoren. Aus Gesundheitsgründen kehrte Castro nach Lagos zurück und übersiedelte schließlich nach Leiria, wo er 1885 verstarb.

## Publikationen
Castro verfasste verschiedene Artikel über seine Reisen zu den Molukken, Celebes, Java und ins Innere Timors. So veröffentlichte er unter dem Titel As Possessões Portuguesas na Oceania (Lissabon 1867) eine der ersten Beschreibungen von Timor, darin enthalten auch eine Liste der 47 Kleinreiche im Osten der Insel. Er beklagt darin:

„Von allen unseren Besitzungen ist die am wenigsten bekannte zweifellos Timor. Wenig oder gar nichts hat man über jene Kolonie geschrieben, und wenn wir die Archive des Marineministeriums konsultieren, so sind wir hinterher genauso schlau wie vorher.“
Weitere Artikel von Castro sind unter anderen:
- Une rebellion à Timor, Batavia 1860.
- Memorias sobre Timor

## Auszeichnungen
Castro erhielt für seine Verdienste folgende Auszeichnungen:
- Ritter des Ordens von Aviz
- Commendador des portugiesischen Christusordens
- Ritter des Ordens von Isabella der Katholischen von Spanien
- Ordensritter von Leopold von Belgien
- Offizier von San Maurícío e de San Lázaro von Italien

Für seine militärischen Verdienste und seine Leistungen in Timor erhielt Castro eine Silbermedaille.

## Belege
- History of Timor – Technische Universität Lissabon (PDF-Datei; 805 kB)
- Monika Schlicher: Portugal in Osttimor. Eine kritische Untersuchung zur portugiesischen Kolonialgeschichte in Osttimor 1850 bis 1912. ('=Abera Network Asia-Pacific, 4). Abera, Hamburg 1996, ISBN 3-931567-08-7. (Zugleich: Heidelberg, Univ., Diss., 1994)